# Blodriska
Blodriska (Lactarius deterrimus), även kallad granblodriska, är en svamp i släktet riskor. Den är en god matsvamp. Blodriskan bildar ektomykorrhiza med gran som den vanligaste växtpartnern.
Blodriskan har den typiska riskhatten med trattformigt fördjupad mitt. Som ung är den dock mer välvd. Hatten är 5 till 15 centimeter bred, brandgul, ofta med gröna fläckar och svagt zonerad. Foten, som är ihålig, kan vara upp till 10 centimeter hög. Vid brytning är den framsipprande saften brandgul, men ändrar med tiden färg till vinrött. Sporerna är blekgula, knottriga, nätmönstrade, avlånga och omkring 11×7 mikrometer i storlek.
Den växer allmänt i granskog över hela Skandinavien under augusti till september. 
Den är ätlig och god, även om vissa håller före att andra riskor med röd saft är godare (artnamnet deterrimus betyder "sämst").